# St. Veit (Niwa)

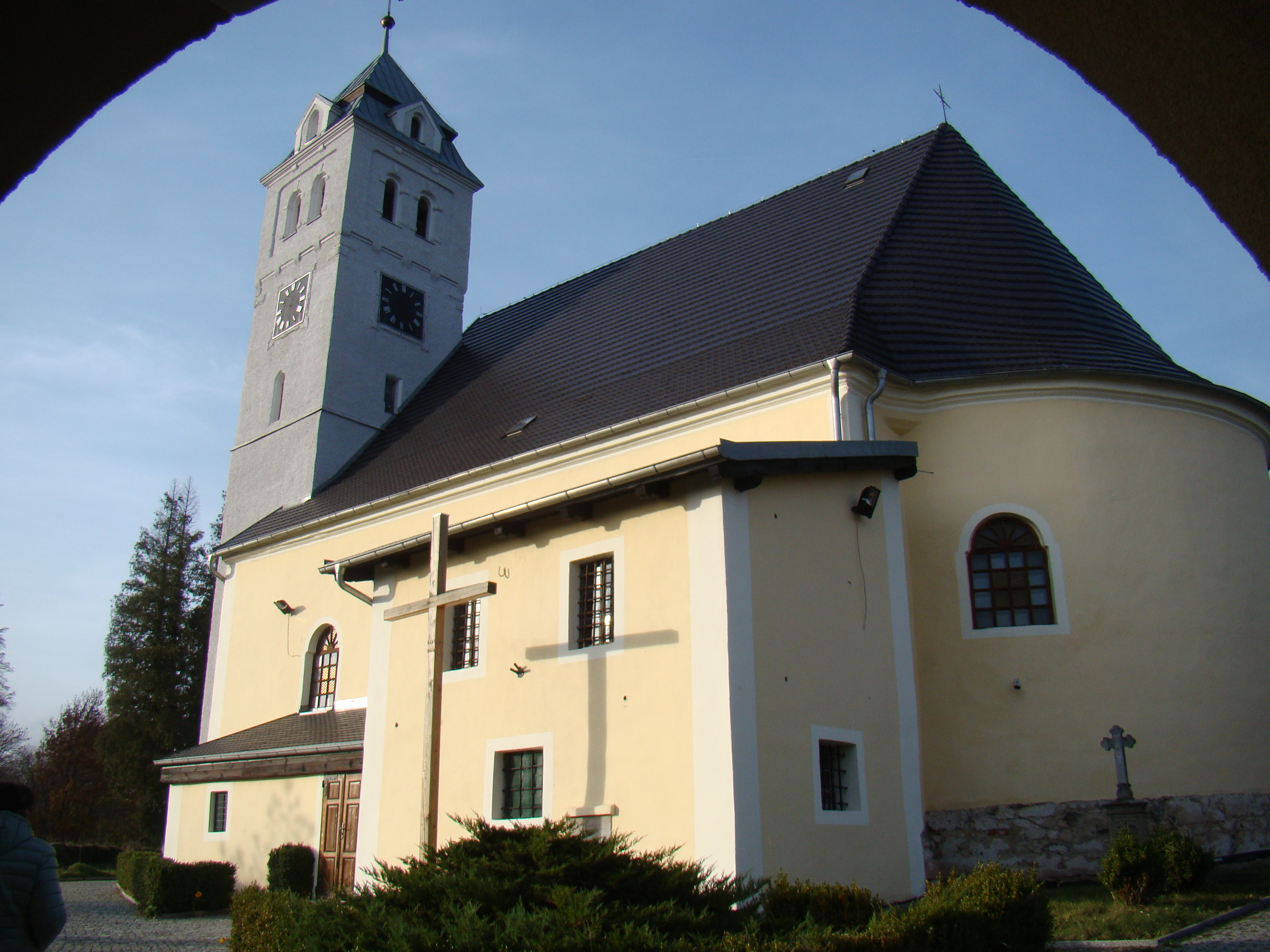
St. Veit in Niwa (Reichenau)

St. Veit ist die römisch-katholische Pfarrkirche in Niwa (deutsch Reichenau) im Powiat Kłodzki der Woiwodschaft Niederschlesien in Polen. Bis 1972 gehörte sie zum Erzbistum Prag, seit 2004 ist das Bistum Świdnica zuständig.

## Geschichte
Die St.-Veit-Kirche von „Reichnaw“ mit dem Patrozinium des böhmischen Landesheiligen St. Veit wurde 1384 in einer Zusammenstellung aller Kirchen, die damals zum Erzbistum Prag gehörten, verzeichnet. Zu ihr waren die Orte Stolzenau (seit 1945 Chocieszów) und Rolling (nicht mehr existent) eingepfarrt. Im Zuge der Reformation gelangte die Reichenauer Kirche an die Lutheraner. Nach der Schlacht am Weißen Berg wurde sie 1623 den Katholiken zurückgegeben, verlor jedoch den Status einer Pfarrkirche und wurde zur Filialkirche von Oberschwedeldorf herabgestuft. Nachfolgend wurde das Kirchengebäude neu errichtet und 1787 erweitert. In der Außenwand befinden sich Epitaphe aus der Renaissancezeit.